# Alexandre Jean Noël

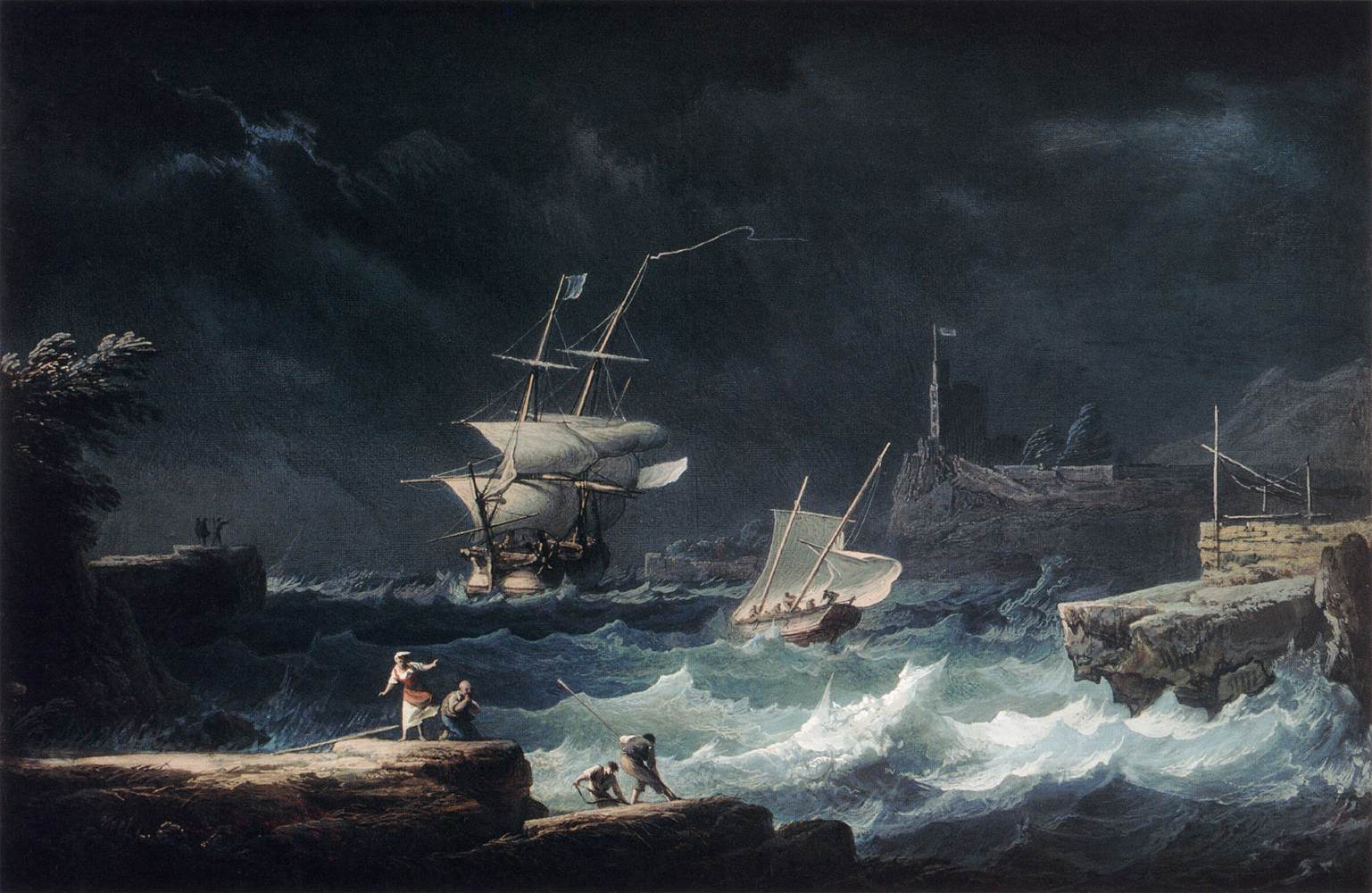
Alexandre-Jean Noël - Gale at Sea - WGA16577

Alexandre Jean Noël foi um pintor francês que nasceu a 25 de julho de 1752, em Brie-Comte-Robert, e morreu em 1843, em Paris.
Aluno de Joseph Vernet, Alexandre Jean Noël produziu aguarelas de cenas marítimas e de paisagens dentro do espírito do seu mestre. Ele acompanhou o astrónomo Jean Chappe na sua expedição ao continente sul-americano, tendo elaborado uma série de desenhos durante o seu périplo. Sofreu de febre amarela.
Esteve em Portugal, estando bem representado na coleção do Museu da Fundação Ricardo Espírito Santo Silva, em Lisboa, cujas obras refletem o gosto da clientela da época - a paisagem, a marinha e a vista topográfica - "Vista da Rocha de Conde de Óbidos" (inv. 396) e "Vista de Lisboa - Lado Oriental e Ocidental" (inv. 349/1 e 2).
É avô do pintor Alexis Nicolas Noël.

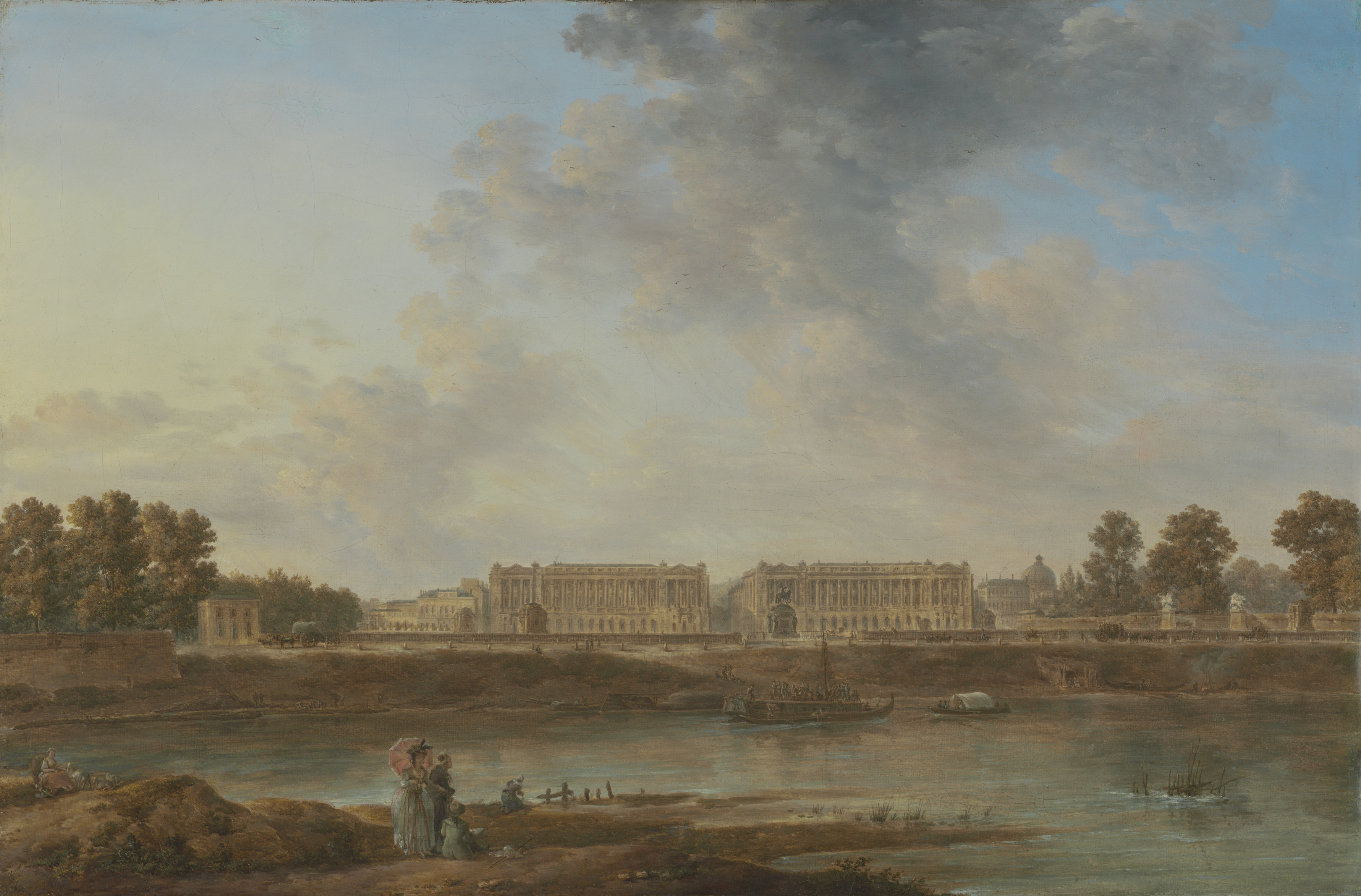
Attributed to Alexandre-Jean Noël (French - A View of Place Louis XV - Google Art Project